# James Francis Harter
James Francis Harter, britanski general, * 1888, † 1960.